# 吳秀良
吳秀良（1772年—？年），字進之，號肖生，又名雲臺，號易庵，安徽滁州直隸州全椒縣人。

## 生平
- 乾隆六十年乙卯科舉人，嘉慶十年乙丑科會試明通榜，實錄舘謄錄官[5]，內廷校錄
- 嘉慶十五年正月，署岳池縣知縣[6]
- 嘉慶十八年（1813年），任鄰水縣知縣，捐修文武聖廟及銀鼎山亭閣、城西北隅炮臺[7][8][9][10][11]
- 打箭鑪廳同知
- 嘉慶二十一年丙子科、嘉慶二十三年戊寅恩科四川鄉試同考官
- 嘉慶二十四年署太平廳同知，道光二年隨缺擢補城口廳同知[12][13]
- 署雜谷廳直隸同知[14]
- 道光十年六月，升補寧遠府知府[15][16]
- 道光十一年三月，調補成都府知府[17][18]
- 道光十三年八月，補授廣東高廉道[19][20][21]，修茂名雷神廟[22][23]
- 道光十七年，任廣東分巡南韶連兵備道[24]